# سیارک ۹۵۶۰
سیارک ۹۵۶۰ (به انگلیسی: 9560 Anguita، نامگذاری:1987EQ) نه هزار و پانصد و شصتمین سیارک کشف شده‌است که در ۳ مارس ۱۹۸۷ کشف شد.
قدر مطلق سیارک برابر ۱۳٫۸۰ است.